# Kleszczowa (zajezdnia autobusowa)
Kleszczowa, właśc. Oddział Przewozów R-2 „Kleszczowa“ – zajezdnia autobusowa należąca do Miejskich Zakładów Autobusowych w Warszawie. 

## Opis
Zajezdnia znajduje się przy ulicy Kleszczowej 28 w dzielnicy Włochy. Powstała w 1973 roku. W przeszłości na stanie zajezdni stacjonowały Ikarusy 260, Ikarusy 280 oraz Jelcze M121M. Od 2005 roku w nowym systemie organizacji taboru MZA, zajezdnia specjalizowała się w pojazdach marki Neoplan, których od 2015 roku już nie posiada. W 2007 roku na stan zajezdni wpisano także Solarisy Urbino 12 III. W roku 2012 do zajezdni przybyły pierwsze w jej historii niskopodłogowe autobusy przegubowe: 18-metrowe Mercedesy Conecto LF G, w 2014 r. 18-metrowe Solbusy Solcity SM18, a w 2015 r. Solarisy Urbino 18 III. W 2019 roku rozpoczęły się dostawy 50 MAN-ów NL313 Lion's City CNG i 50 MAN-ów NG313 Lion's City G CNG. Rok później dokupiono kolejne 10 sztuk MAN-ów NG313 Lion's City G CNG.

## Tabor[2]
| Numer taborowy       | Model                       | Ilość | Rok produkcji | Uwagi                                                                             |
| -------------------- | --------------------------- | ----- | ------------- | --------------------------------------------------------------------------------- |
| 1050-1059            | Solaris Urbino 10 III       | 10    | 2012          |                                                                                   |
| 2200-2259            | Mercedes Benz Conecto LF G  | 60    | 2012          |                                                                                   |
| 4200-4249            | MAN NL313 Lion's City CNG   | 50    | 2019          |                                                                                   |
| 4330-4339            | Solaris Urbino 12 IV FL CNG | 10    | 2021          |                                                                                   |
| 5201-5234, 5236-5260 | Solaris Urbino 18 III       | 59    | 2015          | 5235 w czerwcu 2022 r. uległ pożarowi przy Dworcu Zachodnim, obsługując linię 184 |
| 6200-6244            | Mercedes Benz Conecto LF G  | 45    | 2017          |                                                                                   |
| 7200-7259            | MAN NG313 Lion's City G CNG | 60    | 2019          |                                                                                   |
| 7710-7729            | Solaris Urbino 18 IV FL CNG | 20    | 2021          |                                                                                   |
| SUMA                 |                             | 266   |               |                                                                                   |

Tabor w całości niskopodłogowy.
Stan wszystkich pojazdów na 16 kwietnia 2023 r.